# Sultão do Egito

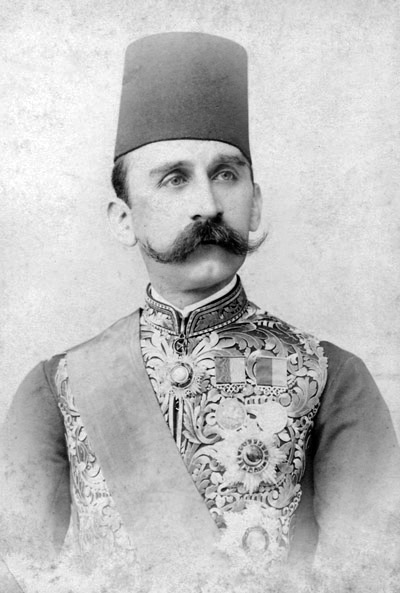
Hussein Kamil, sultão do Egito entre 1914 e 1917

Sultão do Egito é uma extinta posição social, adquirida por governadores do Egito após o estabelecimento da dinastia aiúbida de Saladino, em 1174, perdurando até a conquista do Egito pelos Otomanos, em 1517.
Embora a extensão geográfica do sultanato tenha fluido e refluído, ela geralmente incluía as regiões de Levante e Hejaz. Consequentemente, sultões da dinastia aiúbida e outros sultões mamelucos também foram considerados como sultões da Síria.
A partir de 1914 o título foi novamente utilizado pelos comandantes da dinastia de Maomé Ali do Egito e Sudão, sendo mais tarde substituído pelo título de Rei do Egito e Sudão em 1922.

### Mamelucos

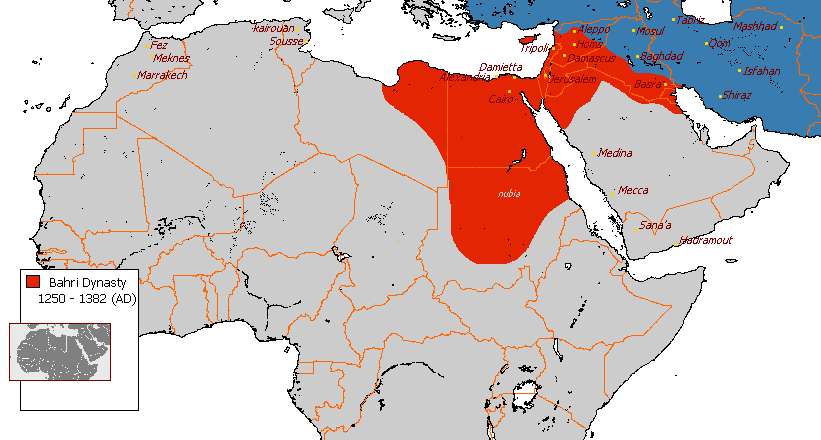
Domínio dos mamelucos Bahri (vermelho).

## Lista de sultões do Egito

### Dinastia aiúbida
| Nome                         | Ano  | Duração | Notas                                                                   | Fonte |
| ---------------------------- | ---- | ------- | ----------------------------------------------------------------------- | ----- |
| Asredin ou Sarracon          | 1163 | 23      | Descendente da família nobre de Aiube                                   | [ 1 ] |
| Saladino                     | 1186 | 13      | Sobrinho de Sarracon                                                    | [ 1 ] |
| Alaziz (Elaziz)              | 1199 |         | Renunciou ao Egito para reinar em Damasco                               | [ 1 ] |
| Adil I (Eladel)              | 1199 | 11      | Irmão de Al-Aziz                                                        | [ 1 ] |
| Camil (Elchamul)             | 1210 | 27      |                                                                         | [ 1 ] |
| Sale Aiube (Melech-Assalach) | 1237 | 5       | Derrotou os cruzados sob Luís IX da França. Assassinado pelos mamelucos | [ 1 ] |
| Turá Xã (Elmutan)            | 1242 | 3       | Filho do anterior, perdeu o poder para os mamelucos                     | [ 1 ] |

### Dinastia Bahri
- Shajar al-Durr (1250) (viúva de Sale Aiube e a governante de facto do Egito)
- Al-Muizz Izz ad-Din Aybak (1250-1257)
- Maleque Almançor Noredine Ali (1257-1259)
- Almozafar Ceifadim Cutuz (1259-1260)
- Zair Roquonadim Baibars Bunduquedari (1260-1277)
- al-Said Nasir ad-Din Barakah Khan (1277-1279)
- al-Adil Badr al-Din Solamish (1279)
- al-Mansur Saif-ad-Din Qalawun al-Alfi (1279-1290)
- Axerafe Calil (1290-1293)
- Anácer Naceradim Maomé (primeira vez) (1293-1294)
- Aladil Zainadim Quitebuga (1294-1296)
- al-Mansur Husam-ad-Din Lajin (1296-1298)
- al-Nasir Nasir-ad-Din Muhammad (segunda vez) (1298-1309)
- al-Muzaffar Rukn-ad-Din Baibars II al-Jashankir (1309)
- Naceradim Maomé (terceira vez) (1309-1340)
- Ceifadim Abu Becre (1340-1341)
- al-Ashraf Ala'a-ad-Din Kujuk (1341-1342)
- al-Nasir Shihab-ad-Din Ahmad (1342)
- al-Salih Imad-ad-Din Ismail (1342-1345)
- al-Kamil Saif ad-Din Shaban (1345-1346)
- al-Muzaffar Zein-ad-Din Hajji (1346-1347)
- al-Nasir Badr-ad-Din Abu al-Ma'aly al-Hassan  (primeira vez)(1347-1351)
- al-Salih Salah-ad-Din Ibn Muhammad (1351-1354)
- al-Nasir Badr-ad-Din Abu al-Ma'aly al-Hassan (segunda vez) (1354-1361)
- al-Mansur Salah-ad-Din Mohamed Ibn Hajji (1361-1363)
- al-Ashraf Zein al-Din Abu al-Ma'ali ibn Shaban (1363-1376)
- al-Mansur Ala-ad-Din Ali Ibn al-Ashraf Shaban (1376-1381)
- al-Salih Salah Zein al-Din Hajji II (1381-1382)

### Dinastia Burji
- Barcuque (1382-1389)
- Sale Salá Zeinadim Haji II (segunda vez) (com o título honorífico de Almozafar ou Almançor) (1389) - restauração Bahri temporária
- Barcuque, (segunda vez) (1390-1399) - restauração Burji
- Nácer Naceradim Faraje (primeira vez) (1399-1405)
- Almançor Azadim Abdalazize (1405)
- Nácer Naceradim Faraje (segunda vez) (1405-1412)
- Aladil Almostaim (califa abássida do Cairo proclamado sultão)
- Almoaiade Ceifadim Xai (1412-1421)
- Almozafar Amade (1421)
- Azair Ceifadim Tatar (1421)
- Sale Naceradim Maomé (1421)
- Axerafe Ceifadim Barsbay (1422-1438)
- Alazize Jamaldim Iúçufe (1438)
- Azair Ceifadim Jaquemaque (1438-1453)
- Almançor Faradim Osmã (1453)
- Axerafe Ceifadim Inal (1453-1460)
- Almoaiade Xiabadim Amade (1461)
- Azair Ceifadim Cuscadã (1461-1467)
- Azair Ceifadim Belbei (1467)
- Azair Temurbuga (1467)
- Axerafe Ceifadim Qaitbay (1468-1496)
- Anácer Maomé (primeira vez) (1496-1497)
- Azair Canxau (1497)
- Axerafe Ceifadim Qaitbay (segunda vez) (1497-1498)
- Axerafe Jambulate (1498-1500)
- Aladil Ceifadim Tumã Bei I (1501)
- Axerafe Cançu Algauri (1501-1516)
- Axerafe Tumã Bei II (1517)

### Sultões modernos (1914-1922)
- Huceine I (Sultão do Egito e Sudão) - 19 de Dezembro de 1914 - 9 de Outubro de 1917
- Fuade I (Sultão do Egito e Sudão) - 9 de Outubro de 1917 - 16 de Março de 1922